# Conférence (revue)
Pour les articles homonymes, voir Conférence (homonymie).
Conférence est une revue littéraire francophone semestrielle, à comité de lecture appartenant à la société Éditions de la Revue Conférence.
Conférence propose une réflexion thématique par numéro autour du temps présent, ainsi qu’un choix poétique et littéraire, tant français qu’étranger, et des inédits du XXe siècle. 
Dans chaque numéro on trouve un ou plusieurs cahiers d’images : dessins, gravures, photographies d’artistes français ou internationaux. Patrick Kéchichian en souligne, dans le journal Le Monde en 1998, « les qualités et le sérieux ».

## Historique
La revue emprunte son titre à Montaigne : 

« Le plus fructueux et naturel exercice de notre esprit, c’est à mon gré la conférence… La cause de la vérité devrait être la cause commune... »

Fondée en 1995 par Christophe Carraud et Didier Laroque, elle est éditée à Trocy-en-Multien.
En 2010 elle a donné naissance à une maison d'édition, Les Éditions de la revue Conférence, publiant des ouvrages de genres divers : essai, poésie, littérature, beaux-livres, livre jeunesse, livre photographique.

## La revue

### Présentation
La revue semestrielle Conférence veut proposer une réflexion sur le temps présent et instaurer un dialogue entre les esprits, les langues et les époques. Concrètement, elle développe à chaque numéro un thème (exemple de thèmes parus : Le divertissement, Le décor de la vie, L'Europe, L’homme empêché, L’université, Mesure et démesure...) ainsi qu'une série d'articles indépendants de la thématique. La revue dispose d'un comité de lecture qui valide les articles proposés. 
Chaque numéro compte entre 500 et 800 pages. Il est imprimé sur papier bible par l'imprimeur de la Bibliothèque nationale de France. La mise en page et la fabrication de la revue sont conçus pour valoriser l'objet physique de la revue en tant que livre.
Chaque numéro comporte :
- un cahier thématique de 150 à 200 pages ;
- un cahier de création : poésie, prose, essais (auteurs français et étrangers) ;
- un cahier d’images : peinture, gravure, photographie ;
- un cahier de traductions ;
- un ou plusieurs inédits d'auteurs disparus.

Aux côtés du cahier thématique et des créations (poésie, prose, essais...), chaque numéro comporte un cahier d'images publiant les peintures, gravures ou photographies d'artistes.

### Modes de diffusion
Vente directe en librairie et sur abonnement.
La distribution est assurée par la société Les Belles Lettres.

## Publications des Éditions de la revueConférence
Depuis leur création, les Éditions de la revue Conférence ont publié des ouvrages de près de 300 auteurs français ou étrangers. 

Selon leur fondateur Christophe Carraud, 

« [les Éditions de la revue Conférence cherchent à] replacer le livre au centre de l’expérience de l’écrit, conjuguer le plaisir de l’œil et de la main par quoi grandit et s’authentifie celui du cœur et de l’esprit. »

### Bibliophilie
Les Éditions de la revue Conférence ont publié entre 2005 et 2010 huit ouvrages dits de bibliophilie. Ces ouvrages de grand format sont imprimés au plomb mobile sur les presses typographiques de l'Imprimerie nationale, et accompagnés de gravures en taille-douce ; chaque exemplaire (tirage limité) étant signé par l'auteur et par l'artiste.
Ces ouvrages furent illustrés par Gérard de Palézieux, Pierre-Yves Gabioud, Pascale Hémery, Claude Garache et Ra'anan Levy.

### Auteurs publiés
Parmi les quelque 300 auteurs publiés dans la revue ou par les éditions, on trouve (par ordre alphabétique) : Rachel Bespaloff, Piero Calamandrei, Maurice Chappaz, François Debluë, Virgilio Giotti, Roberto Longhi, Karl Mannheim, Alda Merini, William S.Merwin, Pascal Riou, Amelia Rosselli, Salvatore Satta, Pierre-Alain Tâche.

#### Prix
- En 2011, lors du Printemps des Poètes, Pierre-Alain Tâche a reçu le prix Roger Kowalski 2010[6] (grand prix de poésie de la Ville de Lyon) pour son ouvrage La Voie verte.

### Dernières parutions

#### 2016
- Comment cette histoire a pris fin de Piero Calamandrei
- Mademoiselle Euphorbia de Luigi Ballerini
- La pipe qui prie & fume de Maurice Chappaz [réédition]
- Un camping en hiver de Bruno Roza
- Du sacrifice[7] de Moshe Halbertal (en)
- La Démocratie du mérite de Giuseppe Tognon
- La Quête continue[8], de Pierre-Alain Tâche
- La Philosophie de Leopardi[9] d'Adriano Tilgher
- L'Expérience juridique de Giuseppe Capograssi

#### 2015
- Venise est une ville de Franco Mancuso
- Une reine dans un jardin de Bruno Roza
- Au miroir de la montagne de W. S. Merwin
- Présent. Petite éthique du temps de Stefano Biancu
- La petite fille et la guerre de Maria Luisa Semi
- Tuilages de Svetlana Alpers
- Balcon sur le Grand Canal d'Amelia Pincherle Rosselli (it)

## Autour de la revueConférence
La revue est soutenue depuis sa création par le Centre national du livre. La fondation Pro Helvetia lui a plusieurs fois accordé son soutien, ainsi que la fondation Leenaards et la fondation Jan Michalski.

### Radio et internet
Alain Finkielkraut lui a consacré une de ses émissions Répliques sur France Culture, et elle apparaît régulièrement dans l'émission L'Essai et la revue du jour, de Jacques Munier également sur France Culture.
L'émission La curiosité est un vilain défaut du 20 octobre 2015 sur RTL était consacrée à l'ouvrage Venise est une ville de Franco Mancuso.
Le site littéraire Encres vagabondes a consacré une chronique au numéro 33 de la revue Conférence.

### Expositions et rencontres
- « Le goût du monde », exposition collective à la mémoire de Maurice Chappaz et réunissant des œuvres de sept artistes romands et français (du 3 juillet au 19 septembre au musée de Bagnes, Suisse).
- « La vérité des images », exposition collective réunissant neuf peintres et photographes présentés par la revue (du 22 mai au 31 août 2010 au musée de Port-Royal des Champs à Magny-les-Hameaux)[16].
- « À livre ouvert. Acte 1. Les Éditions de la Revue Conférence », exposition et rencontres (du 12 novembre 2013 au 4 janvier 2014 à la bibliothèque universitaire d'Avignon, à la médiathèque Ceccano et au musée Angladon)[17],[18].
- « Le luxe de la peinture », exposition collective consacrée à 17 artistes tous publiés dans la revue Conférence (du 7 juin au 21 septembre 2014 à l'espace culturel Les Dominicaines à Pont-l'Évêque)[19],[20].